# The Show Must Go On (ER)
The Show Must Go On is de tweeëntwintigste aflevering van het elfde seizoen van de televisieserie ER, die voor het eerst werd uitgezonden op 19 mei 2005.

## Verhaal
Dr. Carter werkt voor de laatste keer op de SEH nu hij verhuist naar Congo. Hij wordt door zijn collega's verrast met een afscheidsfeest, en behandelt een elfjarige jongen die hij als student ter wereld heeft gebracht. 
Dr. Barnett is op een feest als daar het balkon omlaag stort met vele gewonden en doden tot gevolg. Hij regelt dat de zware gewonden naar het County Hospital worden gebracht. Nu de meeste doktoren op het afscheidsfeest van dr. Carter zijn, moet de rest van het personeel alle zeilen bijzetten om hen te helpen.
Dr. Pratt zoekt zijn biologische vader op, zonder te onthullen dat hij diens zoon is.
Taggart ontdekt tot haar ontzetting dat haar zoon Alex weggelopen is. Zij vermoedt dat hij naar zijn vader wil zonder te weten dat hij in de gevangenis zit. Zij maakt zich verschrikkelijk veel zorgen, speciaal omdat Alex een suikerpatiënt is en insuline nodig heeft.

## Rolverdeling

### Hoofdrollen
- Noah Wyle - Dr. John Carter
- Maura Tierney - Dr. Abby Lockhart
- Mekhi Phifer - Dr. Gregory Pratt
- Danny Glover - Charlie Pratt sr.
- Sam Jones III - Chaz Pratt
- Goran Višnjić - Dr. Luka Kovac
- Sherry Stringfield - Dr. Susan Lewis
- Parminder Nagra - Dr. Neela Rasgrota
- Shane West - Dr. Ray Barnett
- Scott Grimes - Dr. Archie Morris
- Leland Orser - Dr. Lucien Dubenko
- Anthony Giangrande - Dr. Jeremy Munson
- Michael Spellman - Dr. Jim Babinski
- Linda Cardellini - verpleegster Samantha 'Sam' Taggart
- Oliver Davis - Alex Taggart
- Laura Cerón - verpleegster Chuny Marquez
- Deezer D - verpleger Malik McGrath
- Yvette Freeman - verpleegster Haleh Adams
- Lily Mariye - verpleegster Lily Jarvik
- Kyle Richards - verpleegster Dori
- Montae Russell - ambulancemedewerker Dwight Zadro
- Lyn Alicia Henderson - ambulancemedewerker Pamela Olbes
- Brian Lester - ambulancemedewerker Brian Dumar
- Emily Wagner - ambulancemedewerker Doris Pickman
- Sara Gilbert - Jane Figler
- Hassan Johnson - Darnell Thibeaux
- Jordan Calloway - K.J. Thibeaux
- Abraham Benrubi - Jerry Markovic

### Gastrollen (selectie)
- Keke Palmer - Janell Parkerson
- Marcus Chait - Kyle
- Sandra DeNise - Molly
- Spence Decker - Nick
- Eamon Hunt - koe van Mrs. O'Leary
- Michael Kostroff - theaterdirecteur
- Billy Lush - Benny
- Michael Rivkin - Stan
- Joseph Sikora - Riley
- Adrienne Wilkinson - Jessica
- Lisa Dalton - Myrna Fleming